# Хум (Бугојно)
Хум је насељено мјесто у Босни и Херцеговини у општини Бугојно које административно припада Федерацији Босне и Херцеговине. Према попису становништва из 1991. у насељу је живјело 150 становника.

## Становништво
Према попису из 1991. године ту је живело 150 становника и сви су се изјаснили као Муслимани.
| Демографија | Демографија | Демографија |
| Година      | Становника  | Становника  |
| ----------- | ----------- | ----------- |
| 1991.       | 150         |             |